# 맥밀런 (기업)
맥밀런(영어: Macmillan Inc.)은 미국의 출판사였다. 원래 영국의 맥밀런 출판사의 미국 부분이였으며, 1999년에 맥밀런 UK를 인수한 독일 출판사 홀츠브링크는 2001년에 대부분의 미국 권리를 매입했고 2007년에 미국 사업부의 브랜드를 변경했다.

## 같이 보기
- 맥밀런 출판사